# Froesiodendron longicuspe
Froesiodendron longicuspe är en kirimojaväxtart som först beskrevs av Robert Elias Fries, och fick sitt nu gällande namn av Nancy A. Murray. Froesiodendron longicuspe ingår i släktet Froesiodendron och familjen kirimojaväxter. Inga underarter finns listade i Catalogue of Life.